# Biodegradació microbiana
L'interès en la biodegradació microbiana dels contaminants s'ha intensificat en els últims anys alhora que la humanitat s'esforça cada cop més per trobar formes sostenibles per netejar medis contaminats. Aquests mètodes de bioremediació i biotransformació pretenen aprofitar les sorprenents i naturals capacitats del metabolisme dels microorganismes xenobiòtics: es poden degradar, transformar o acumular una àmplia varietat de compostos que incluen els hidrocarburs (ex: petroli), bifenils policlorats (PCB), hidrocarburs poliaromàtics (PAH), compostos heterocíclics (com ara la piridina o la quinolina), substàncies farmacèutiques, radionúclids i metalls. Els principals avenços tecnològics en els últims anys han permès la realització de l'anàlisi genòmica, metagenòmica, proteòmica, bioinformàtica i altres anàlisis de rellevància ambiental que proporcionen coneixements sense precedents en vies clau de la biodegradació i la capacitat d'adaptació als canvis ambientals dels microorganismes.
L'eliminació d'una àmplia gamma de contaminants i residus del medi ambient és un requeriment absolut per a promoure un desenvolupament sostenible a la nostra societat. Els processos biològics tenen un paper clau en l'eliminació de contaminants i s'aprofiten de la versatilitat catabòlica per degradar o convertir aquests compostos dels microorganismes. Els nous avenços metodològics en la seqüenciació, la genòmica, la proteòmica i la bioinformàtica estan produint grans ventalls d'informació. En el camp de la microbiologia ambiental, els estudis globals basats en el genoma han obert una nova era amb l'obtenció d'informació sobre les xarxes reguladores i metabòliques, així com pistes sobre l'evolució de les vies de degradació i de les estratègies d'adaptació molecular als canvis en les condicions climàtiques. Els enfocaments genòmics i metagenòmics estan augmentant la nostra comprensió sobre la importància relativa dels diferents camins i xarxes de regulació cap al flux de carboni en medis i compostos particulars, i sens dubte acceleraran el desenvolupament de les tecnologies de bioremediació i processos de biotransformació.

## Biodegradació aeròbica dels contaminants
La quantitat creixent d'informació genòmica bacteriana ofereix oportunitats sense precedents per a la comprensió de les bases genètiques i moleculars de la degradació dels contaminants orgànics. Els compostos aromàtics són dels més recalcitrants d'aquests contaminants i es poden aprendre lliçons dels recents estudis genòmics sobre el Burkholderia xenovorans LB400 i el Rhodococcus sp. cep RHA1, dos dels genomes de bacteris més grans seqüenciat fins ara. Aquests estudis han ajudat a ampliar la nostra comprensió del catabolisme bacterià, de l'adaptació fisiològica no catabòlica als compostos orgànics i de l'evolució de grans genomes bacterians. En primer lloc, les vies metabòliques de compostos diferents aïllats filogenèticament són molt similars pel que fa a l'organització general. Per tant, com es va assenyalar originalment en pseudomones, un gran nombre de vies "perifèriques aromàtiques" canalitzen una gamma de compostos naturals i xenobiòtics en un nombre limitat de vies "centrals aromàtiques". Tot i així, aquestes vies s'organitzen genèticament en modes específics segons el gènere, com ho demostra la b-cetoadipato i les vies Paa. Estudis genòmics comparatius revelen, a més, que algunes vies són més comuns del que es pensava inicialment. Per tant, aquestes vies il·lustren la prevalença d'estratègies no oxigenolítiques en els processos aeròbics de degradació de compostos aromàtics. Estudis de genòmica funcional han determinat que fins i tot els organismes que alberguen un gran nombre d'enzims homòlegs semblen contenir pocs exemples de veritable redundància. Finalment, les anàlisis han indicat que el flux genètic recent sembla haver exercit un paper més significatiu sobre l'evolució d'alguns genomes grans, com el LB400, que sobre d'altres. No obstant això, la tendència actual és que els grans repertoris de gens de degradadors de contaminants potents com el LB400 i el RHA1 evolucionin principalment a través de processos més antics. És important remarcar que això és cert en aquestes espècies filogenèticament diverses, i indica a més l'origen antic d'aquesta capacitat catabòlica.

## Biodegradació anaeròbica dels contaminants
La mineralització microbiana anaeròbica dels contaminants orgànics recalcitrants és de gran importància ambiental i implica noves reaccions bioquímiques d'especial interés. En particular, fins ara s'havia posat en dubte la capacitat de degradació dels hidrocarburs i dels compostos halogenats en absència d'oxigen, però l'aïllament de certs bacteris durant les últimes dècades ha proporcionat la prova definitiva per a aquests processos de degradació en la natura. Si bé aquestes d'investigacions han involucrat principalment compostos clorats inicialment, estudis recents han revelat una deshalogenació reductiva del brom i de el iode en restes de pesticides aromàtics. Altres reaccions, com ara la reducció abiòtica biològicament induïda pels minerals del sòl, han determinat que la desactivació relativament persistent d'herbicides és molt més ràpida que l'observada en ambients aeròbics. Moltes noves reaccions bioquímiques van ser descobertes permetent les respectives vies metabòliques, però el progrés en la comprensió molecular d'aquests bacteris era bastant lent, ja que els sistemes genètics no són fàcilment aplicables per a la majoria d'ells. No obstant, amb la creixent aplicació de la genòmica en el camp de la microbiologia ambiental, la presència d'una perspectiva nova i prometedora dona fortes expectatives per a l'increment dels coneixements moleculars sobre aquestes noves propietats metabòliques. En els últims anys es van determinar diverses seqüències completes del genoma a partir de bacteris capaços de la degradació orgànica anaeròbia de contaminants.

## Biodisponibilitat, quimiotaxis i transport de contaminants
La biodisponibilitat, o la quantitat d'una substància que sigui fisio-químicament accessible per als microorganismes és un factor clau en la biodegradació eficient de contaminants. O'Loughlin et al. (2000) va mostrar que, amb l'excepció de l'argila caolinita, la majoria de les argiles del sòl i les resines de bescanvi catiònic atenuen la biodegradació de 2-picolina per l'Arthrobacter sp. cep R1, com a resultat de l'adsorció del substrat a les argiles. La quimiotaxis, o el moviment dirigit d'organismes mòbils en direcció contrària o cap als productes químics en el medi ambient és una important resposta fisiològica que pot contribuir al catabolisme eficaç de molècules en el medi ambient. A més, els mecanismes d'acumulació intracel·lular de molècules aromàtiques a través de diversos mecanismes de transport també són importants.

## Biodegradació del petroli
El petroli conté compostos aromàtics que són tòxics per a la majoria de les formes de vida. La contaminació irregular i crònica del medi ambient pel petroli causa importants pertorbacions ecològiques. Els ambients marins són especialment vulnerables, ja que els vessaments de petroli a les regions costaneres i al mar obert són un mal difícilment controlable i amb una mitigació difícil. A més de la contaminació a través de les activitats humanes, uns 250 milions de litres de petroli entren en el medi marí cada any a partir de filtracions naturals. Malgrat la seva toxicitat, una fracció considerable del petroli s'elimina per l'activitat de les comunitats de microbis de degradació d'hidrocarburs, en particular per un notable grup d'especialistes recentment descobert, els anomenats bacteris hidrocarbonoclástics (HCB). L'Alcanivorax borkumensis va ser el primer HCB a tenir el seu genoma seqüenciat. A més dels hidrocarburs, el petroli cru sovint conté diversos compostos heterocíclics, com ara la piridina, que semblen degradats per mecanismes semblants separats dels dels hidrocarburs.

## Biodegradació del colesterol
Molts compostos sintètics esteroidics, com ara algunes hormones sexuals, apareixen amb freqüència en aigües residuals municipals i industrials en qualitat d'agents contaminants ambientals amb una forta activitat metabòlica que afecta negativament els ecosistemes. Atès que aquests compostos són sovint fonts de carboni per a molts microorganismes diferents, la seva mineralització aeròbia i anaeròbia ha sigut estudiada àmpliament. L'interès d'aquests estudis rau en les aplicacions biotecnològiques dels enzims de transformació d'esterol per a la síntesi industrial d'hormones sexuals i corticoides. Molt recentment, el catabolisme del colesterol ha adquirit una gran rellevància, ja que està involucrat en la infectivitat del patogen Mycobacterium tuberculosi (BTT). El BTT causa la malaltia de la tuberculosi, i s'ha demostrat que les noves arquitectures d'enzims han evolucionat per unir-se i modificar compostos esteroides com el colesterol en aquest organisme i altres bacteris relacionats amb les esteroides. Aquests nous enzims podrien ser d'interès pel seu potencial de modificació química dels substrats esteroides.

## Anàlisi del biotractament de residus
El desenvolupament sostenible requereix la promoció de la gestió ambiental i la recerca constant de noves tecnologies per al tractament de grans quantitats de residus generats a causa de l'augment de les activitats antropogèniques. El biotractament, és a dir el tractament de residus utilitzant organismes vius, és una alternativa ecològica relativament simple i rendible respecte a les opcions de neteja fisicoquímiques. Els ambients confinats, com ara els bioreactors, han estat dissenyats per superar els factors limitants físics, químics i biològics dels processos de biotractament en sistemes altament controlats. La gran versatilitat en el disseny d'ambients confinats permet el tractament d'una àmplia gamma de residus sota condicions òptimes. Per realitzar una avaluació correcta, cal tenir en compte diversos microorganismes que tenen una varietat de genomes i transcripcions i proteïnes expressades. Sovint cal un gran nombre d'anàlisis. Utilitzant tècniques genòmiques tradicionals, aquestes avaluacions són limitades i d'una llarga durada. No obstant, diverses tècniques d'alt rendiment desenvolupades originalment per a estudis mèdics es poden aplicar per avaluar el biotractament en entorns confinats.

## Enginyeria metabòlica i aplicacions biocatalítiques
L'estudi de la destinació dels productes químics orgànics persistents en el medi ambient ha revelat un gran reservori de reaccions enzimàtiques amb un gran potencial en la síntesi orgànica preparativa, que ja ha estat explotada per a un nombre d'oxigenases en pilot i fins i tot a escala industrial. Nous catalitzadors poden ser obtinguts a partir de biblioteques de metagenòmica i enfocaments basats en la seqüència d'ADN. La creixent capacitat d'adaptació dels catalitzadors per a reaccions específiques i processos mitjançant la mutagènesi racional i aleatòria amplia les possibilitats d'aplicació no només en la indústria química fina, sinó també en el camp de la biodegradació. En molts casos, aquests catalitzadors han de ser explotats en bioconversions de cèl·lules senceres o en fermentacions, advocant per un enfocament ampli de tot el sistema. Així es permet entendre la fisiologia, el metabolisme i els enfocaments racionals a l'enginyeria de les cèl·lules senceres, ja que estan cada vegada més exposades a l'àrea de la biotecnologia i la biologia sintètica.

## Biodegradació de fongs
A l'ecosistema, diferents substrats són atacats a diferents ritmes per consorcis d'organismes de diferents regnes. L'Aspergillus, així com altres fongs, té un paper important en aquests consorcis, ja que és un expert en el reciclatge dels midons, cel·luloses, hemicel·luloses, pectines i altres polímers de sucre. Alguns aspergilli són capaços de degradar compostos més refractaris com ara greixos, olis, quitina i la queratina. La descomposició màxima té lloc quan hi ha el suficient nitrogen, fòsfor i altres nutrients inorgànics essencials. Els fongs també proporcionen aliment per a molts organismes del sòl.
Per l'Aspergillus, el procés de degradació és el mitjà d'obtenció de nutrients. Quan aquests motlles degraden substrats fets per l'home, el procés s'anomena habitualment biodeterioració. Tant paper i tèxtils (cotó principalment) són particularment vulnerables a la degradació de l'Aspergillus. El nostre patrimoni artístic també està subjecte a l'amenaça de l'Aspergillus. Per donar un exemple, després que la ciutat de Florència, Itàlia, s'inundés el 1969, el 74% dels microorganismes d'un fresc de Ghirlandaio danyat a l'església d'Ognissanti eren Aspergillus versicolor.